# Diệc Khất Liệt phi
Nhân Hiến Chương Thánh hoàng hậu (chữ Hán: 仁獻章聖皇后; ? - ?) sinh thời gọi Diệc Khất Liệt phi (亦乞烈妃), là phi tần của Nguyên Vũ Tông Hải Sơn, Hoàng đế thứ ba của nhà Nguyên. 
Bà là sinh mẫu Nguyên Minh Tông Hòa Thế Lạt - Hoàng đế thứ 9, và tổ mẫu của Nguyên Ninh Tông, Nguyên Huệ Tông - hai vị Hoàng đế cuối cùng trong lịch sử Đại Nguyên. Bà chưa từng làm Hoàng hậu khi còn sống, chỉ được truy phong Hậu vị năm 1329 bởi Nguyên Minh Tông, con trai bà.

## Tiểu sử
Theo 《Nguyên sử》, bà tên Thọ Đồng (寿童), họ Diệc Khất Liệt thị (亦乞烈氏). Thân mẫu là Công chúa Nô Ngột Luân, con gái của An Tây vương Mang Ca Lạt.
Không rõ năm gả cho Nguyên Vũ Tông, chỉ biết khi đó ông còn là Thân vương. Năm Đại Đức thứ 4 (1300), bà sinh con đầu lòng Hòa Thế Lạt (sau là Nguyên Minh Tông), vì là Trưởng tử nên được cha yêu mến.
Năm 1307, Vũ Tông kế vị. Khi này hậu cung có Chân Ca Hoàng hậu và các vị Thứ Hoàng hậu Tốc Ca Thất Lý, Hoàn Giả Đãi, Bá Hốt Địch (thời Nguyên có thể lập một lúc nhiều Hậu, trong đó một vị là Trung cung, còn lại là Thứ hậu). Diệc Khất Liệt thị không phải Hoàng hậu nên gọi [Diệc Khất Liệt phi, 亦乞烈妃]. Chữ Phi không phải phong hào chính thức mà tượng trưng cho phi tần nói chung, tương tự như Đường Ngột phi.
Vũ Tông được phò trợ bởi em trai là Ái Dục Lê Bạt Lực Bát Đạt (sau là Nguyên Nhân Tông) nên chỉ định truyền ngôi cho Bát Đạt, với điều kiện sau này Bát Đạt phải cho Hòa Thế Lạt kế vị. Năm 1311, Vũ Tông băng hà. Nhân Tông lật lọng, phong con mình là Thạc Đức Bát Thích làm Thái tử. Thái hậu Đáp Kỷ, mẹ Nhân Tông và Vũ Tông đuổi Hòa Thế Lạt khỏi cung, từ đó không còn ghi chép về Diệc Khất Liệt phi. 
Năm 1329, Hòa Thế Lạt đăng cơ, tức Nguyên Minh Tông. Khi này bà đã mất, được Minh Tông truy thụy [Nhân Hiến Chương Thánh hoàng hậu; 仁獻章聖皇后].